# カムチャダルイ
カムチャダルイあるいはカムチャダルイ人（ロシア語: камчадалы、英語: Kamchadals）とは、マガダン州やカムチャツカ地方に住む少数民族で、元々は18～19世紀にイテリメン、アイヌ、コリャーク、チュバン人といった北方・シベリア・極東地方少数先住民族とロシア人入植者が混血した者の子孫とされる。

## 概要
カムチャダルイは古シベリア諸語の影響を受けたロシア語とのクレオール言語を話す。そのためロシア化した先住民ともいえる。
カムチャダルイはロシア政府が公認しているロシア連邦北部、シベリア、極東の先住民少数民族に含まれているが、現在はアイヌと共にクリル諸島に住むカムチャダルイに対しても、先住民族として公認を求める運動がある。